# Borceag
Borceag è un comune della Moldavia situato nel distretto di Cahul di 1.602 abitanti al censimento del 2004.